# Gökçeler
Gökçeler ist ein Dorf im Landkreis Tavas der türkischen Provinz Denizli. Gökçeler liegt etwa 73 km südwestlich der Provinzhauptstadt Denizli und 28 km nordwestlich von Tavas. Gökçeler hatte laut der letzten Volkszählung 597 Einwohner (Stand Ende Dezember 2010).